# 維佩雷什蒂鄉
45°14′N 26°28′E / 45.233°N 26.467°E
維佩雷什蒂鄉（羅馬尼亞語：Comuna Viperești, Buzău），是羅馬尼亞的鄉份，位於該國東南部，由布澤烏縣負責管轄，面積66平方公里，海拔高度233米，2007年人口3,706，人口密度每平方公里56人。